# 尼克拉斯·埃克贝里
尼克拉斯·埃克贝里（瑞典語：Niclas Ekberg，1988年12月23日—），瑞典男子手球運動員。他現在在德國手球聯賽球隊KHW基爾效力。他也是瑞典國家手球隊的一員，獲得了2012年奧運會的銀牌。